# Solenofilomorpha funilis
Solenofilomorpha funilis är en plattmaskart som beskrevs av Crezee 1975. Solenofilomorpha funilis ingår i släktet Solenofilomorpha och familjen Solenofilomorphidae. Inga underarter finns listade i Catalogue of Life.